# Municipio de Nácori Chico
El municipio de Nácori Chico es un municipio del estado de Sonora.

## Toponimia
El origen del topónimo Nácori Chico proviene del idioma ópata que significa lugar del nopal.

## Geografía
El municipio de Nácori Chico cuenta con una extensión territorial de 2,748.67 km², se encuentra ubicado en las coordenadas 29°41′15.2″N 108°58′48.5″O / 29.687556, -108.980139 colinda con al norte con Huachinera, al sur con Sahuaripa, al este con el estado de Chihuahua y al oeste con Bacadéhuachi.

## Clima
El clima en este municipio es semiseco muy cálido BXAw (x)(e), con una temperatura media máxima mensual de 28.9 °C en los meses de julio y agosto y una temperatura media mínima mensual de 11 °C; las lluvias presentan una precipitación media anual de 490.8 milímetros. Las heladas se presentan en los meses de enero y febrero. 
| Parámetros climáticos promedio de Nácori Chico, Sonora (1951-2010)              | Parámetros climáticos promedio de Nácori Chico, Sonora (1951-2010) | Parámetros climáticos promedio de Nácori Chico, Sonora (1951-2010) | Parámetros climáticos promedio de Nácori Chico, Sonora (1951-2010) | Parámetros climáticos promedio de Nácori Chico, Sonora (1951-2010) | Parámetros climáticos promedio de Nácori Chico, Sonora (1951-2010) | Parámetros climáticos promedio de Nácori Chico, Sonora (1951-2010) | Parámetros climáticos promedio de Nácori Chico, Sonora (1951-2010) | Parámetros climáticos promedio de Nácori Chico, Sonora (1951-2010) | Parámetros climáticos promedio de Nácori Chico, Sonora (1951-2010) | Parámetros climáticos promedio de Nácori Chico, Sonora (1951-2010) | Parámetros climáticos promedio de Nácori Chico, Sonora (1951-2010) | Parámetros climáticos promedio de Nácori Chico, Sonora (1951-2010) | Parámetros climáticos promedio de Nácori Chico, Sonora (1951-2010) |
| Mes                                                                             | Ene.                                                               | Feb.                                                               | Mar.                                                               | Abr.                                                               | May.                                                               | Jun.                                                               | Jul.                                                               | Ago.                                                               | Sep.                                                               | Oct.                                                               | Nov.                                                               | Dic.                                                               | Anual                                                              |
| ------------------------------------------------------------------------------- | ------------------------------------------------------------------ | ------------------------------------------------------------------ | ------------------------------------------------------------------ | ------------------------------------------------------------------ | ------------------------------------------------------------------ | ------------------------------------------------------------------ | ------------------------------------------------------------------ | ------------------------------------------------------------------ | ------------------------------------------------------------------ | ------------------------------------------------------------------ | ------------------------------------------------------------------ | ------------------------------------------------------------------ | ------------------------------------------------------------------ |
| Temp. máx. abs. (°C)                                                            | 40.5                                                               | 41.0                                                               | 38.0                                                               | 42.5                                                               | 45.0                                                               | 47.0                                                               | 46.5                                                               | 44.0                                                               | 45.0                                                               | 41.5                                                               | 36.5                                                               | 37.5                                                               | 47.0                                                               |
| Temp. máx. media (°C)                                                           | 22.5                                                               | 25.0                                                               | 28.2                                                               | 32.6                                                               | 36.7                                                               | 40.5                                                               | 37.3                                                               | 35.8                                                               | 35.9                                                               | 33.2                                                               | 27.2                                                               | 22.6                                                               | 31.5                                                               |
| Temp. media (°C)                                                                | 14.2                                                               | 15.8                                                               | 18.7                                                               | 22.8                                                               | 27.0                                                               | 31.7                                                               | 30.2                                                               | 28.9                                                               | 28.1                                                               | 24.1                                                               | 18.2                                                               | 14.3                                                               | 22.8                                                               |
| Temp. mín. media (°C)                                                           | 5.8                                                                | 6.6                                                                | 9.2                                                                | 13.0                                                               | 17.3                                                               | 22.9                                                               | 23.1                                                               | 21.9                                                               | 20.3                                                               | 15.1                                                               | 9.2                                                                | 6.0                                                                | 14.2                                                               |
| Temp. mín. abs. (°C)                                                            | -4.0                                                               | -1.5                                                               | 0.5                                                                | 3.0                                                                | 7.5                                                                | 14.5                                                               | 18.5                                                               | 17.5                                                               | 10.5                                                               | 5.0                                                                | -0.1                                                               | -4.0                                                               | -4.0                                                               |
| Precipitación total (mm)                                                        | 34.2                                                               | 24.1                                                               | 17.7                                                               | 5.4                                                                | 6.6                                                                | 30.9                                                               | 157.3                                                              | 127.8                                                              | 54.1                                                               | 28.9                                                               | 22.9                                                               | 42.9                                                               | 552.8                                                              |
| Días de precipitaciones (≥ 0.1 mm)                                              | 4.1                                                                | 3.3                                                                | 2.4                                                                | 1.0                                                                | 0.9                                                                | 3.3                                                                | 14.1                                                               | 12.0                                                               | 6.1                                                                | 3.2                                                                | 2.3                                                                | 4.5                                                                | 57.2                                                               |
| Fuente: Servicio Meteorológico Nacional. Actualizado el 6 de diciembre de 2016. |                                                                    |                                                                    |                                                                    |                                                                    |                                                                    |                                                                    |                                                                    |                                                                    |                                                                    |                                                                    |                                                                    |                                                                    |                                                                    |

## Población
La población registrada en el censo de población y vivienda de 2010 realizada por el INEGI fue de 2,051 habitantes de los cuales 1,080 son hombres y 971 son mujeres.

### Principales asentamientos
| Nombre            | Tipo               | Código Postal |
| ----------------- | ------------------ | ------------- |
| Nácori Chico      | Cabecera Municipal | 84440         |
| El Sáuz           | Delegación         | 84445         |
| Tecoriname        | Congregación       | 84447         |
| La Mesa Tres Ríos | Delegación         | 84450         |
| Buenavista        | Comunidad          | 84446         |
| La Cueva          | Ranchería          | 84459         |

## Economía
Las principales actividades económicas son la agricultura y la ganadería.